# Goditha
Goditha là một chi bướm đêm thuộc phân họ Olethreutinae, họ Tortricidae Tortricidae.

## Các loài
- Goditha bumeliana Heinrich, 1926